# Manggra
Manggra is een bestuurslaag in het regentschap Aceh Besar van de provincie Atjeh, Indonesië. Manggra telt 394 inwoners (volkstelling 2010).